# Governatorato di Irkutsk

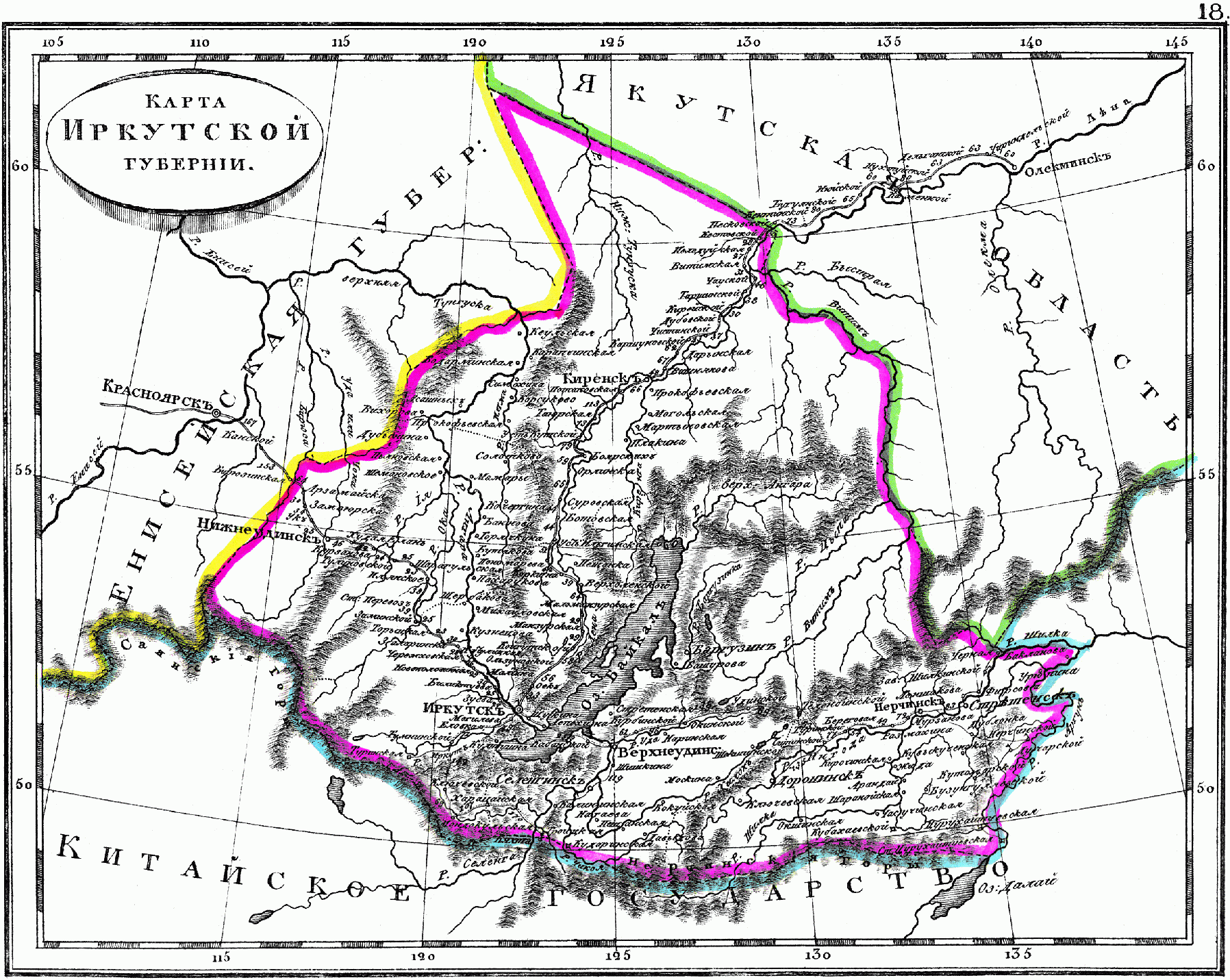
Il governatorato nel 1835.

Il governatorato di Irkutsk (in russo Иркутская губерния?) è stato una gubernija dell'Impero russo. Il capoluogo era Irkutsk.